# フランク・ザイドラー
フランク・ポール・ザイドラー（Frank Paul Zeidler、1912年9月20日 - 2006年7月7日）はアメリカ合衆国の政治家（アメリカ社会党所属）。1948年4月20日から1960年4月18日まで3期12年に渡って35代目ミルウォーキー市長を務めた。

## 来歴

### 前半生
1912年9月20日にウィスコンシン州ミルウォーキーに誕生する。シカゴ大学及びマーケット大学に入学するが、何れも体調不良により中退を余儀無くされる。平和・労働環境の改善に感銘を受け、アメリカ社会党へ入党したのは1933年であった。後年行われたインタビューの中で、入党の動機について次のように語っている。
共産主義、就中ソビエト連邦とは距離を置いていたが、世界恐慌期にユージン・V・デブスやノーマン・トマスが執筆した書物を通じて、社会主義を受け入れる事となる。
また、社会主義青年同盟（YPSL）やアメリカ社会党青年部の活動家としても活躍した他、1930年代にはレッド・ファルコンズ（欧米圏における社会主義系の児童組織）ミルウォーキー支部長に就く。

### 選挙
1938年に進歩党のミルウォーキー郡検査官に選出（当時社会党と進歩党はミルウォーキー市議会において連立与党を組んでいた）。1940年に兄のカール・ザイドラー（1908年から1942年）がミルウォーキー市長に就任したのに続き、1941年に同市教育委員会委員（無所属）となった。1期6年務めた後、1947年に教育委員会委員でも再選した。
兄のカールは1942年に市長を辞して海軍予備軍 (United States Navy Reserve) に士官として登録して第二次世界大戦に参加したが、乗り組んだ商船隊 (United States Merchant Marine) の船が消息を絶って戦死と認定され、地元の英雄となった。フランクは1948年の市長選挙に出馬を決意し、14名の候補者が犇き合う中で兄の知名度も手伝って初当選を果たす。
なお、この選挙で大勢の候補者が乱立したのは現職のジョン・ボン市長が出馬を断念したためであった。候補者の中には後に1954年の連邦議会選挙で初当選した弁護士のヘンリー・S・ロイス（民主党所属）がいる。
1952年及び1956年にも再選を果たすものの、1960年健康上の理由から引退を表明。ザイドラー自身は社会党員としてはエミル・ザイデル（1910年 - 1912年）、ダニエル・ホーン（1916年 - 1940年）に続いて3人目のミルウォーキー市長であり、同市は3名の社会党員の市長を輩出した全米最大の都市にまで上り詰める（下水管社会主義参照）。

### ミルウォーキー市長時代
市長在任中のミルウォーキーは産業（就中ビールを筆頭とする醸造業）が発展を遂げており、健全財政が成った事でも知られる。サッポロビールが「ミュンヘン サッポロ ミルウォーキー」のキャッチコピーを打ったのは、任期末期の1958年であった。
また、この時代はレイク町の大部分やグランヴィル町の殆どを合併した事もあり、市域が倍近くにまで拡大した。これに伴い高速道路網整備の先陣を切る事となる。高速道路網の運営は1954年にミルウォーキー郡へ移管されるが、ザイドラーは市の計画が頓挫した事により、競争力が削がれたと主張した。
1960年代から1990年頃にかけて全米の都市部でインナーシティ化が進行する中でも、人口が微減に留まったのは特筆に値するが、合併に際しては関係自治体の住民や当局者の抵抗が根強かった。ザイドラーはこうした抵抗に対し、1958年に「関係自治体と協議はするが、我々はこれらに存在理由があるとは思えない」と述べている。
一方1950年代を通じてアフリカ系アメリカ人の人口が3倍に増え、人種関係のトラブルに直面。ザイドラー自身公民権運動に深く関わっていた事から、政敵は彼が黒人に北上を促す看板を南部に設置したとの悪質なデマを垂れ流す。労働者はザイドラー支持を躊躇い、ある製造業者に至っては、ザイドラーに投票した従業員に解雇をちらつかせたという。1960年に出馬を断念したのも、こうした人種問題も理由として挙げられた。

### 市長退任後
アルヴァーノ大学で調停員や開発部長に就いた他、ジョン・W・レイノルズ・ジュニア州知事の下で行政に携わった。公共事業委員会の座長として、後任のヘンリー・メアー市長を手厳しく非難し、メアーの落選運動を数多く手掛ける事となる。
1973年に社会党の結成に参画し、長年に渡って議長を務めた。1976年には1976年アメリカ合衆国大統領選挙の党公認候補となり、副大統領候補のJ・クイン・ブリスベン共々6038票を獲得。
2004年7月26日にミルウォーキーで開催されたアメリカ緑の党全国会議に姿を現し、会議の代議員を歓迎するコメントを述べた。
2006年7月7日に亡くなった。93歳であった。

## エピソード
- 自治体・労働法・社会主義・ミルウォーキー史のみならず、変わった所ではシェークスピアの現代語訳や児童文学などの著書を執筆した。市長退任後の1961年に認めた回顧録が2005年に出版された[11]。なお著書は現在ウィスコンシン大学ミルウォーキー校のゴルダ・メイア図書館に所蔵されている[12]。

- 1958年6月13日にウィスコンシン大学ミルウォーキー校から初の名誉博士号を授与[13]。同校は現在アメリカ史を学ぶ非アメリカ人学生向けの奨学金を提供する、フランク・P・ザイドラー国際学士遊学賞を後援している[14]。

- 娘に当たるジーン・ザイドラーも、1998年から2010年までバージニア州ウィリアムズバーグ市長を務めた[15][16]。

- 故地ミルウォーキー市はザイドラーを記念して、社会正義や優れた業績を残した市民に対し、フランク・P・ザイドラー賞を創設[17]。